# G'MIC
G'MIC (celým jménem GREYC's Magic Image Converter) je komplexní multiplatformní svobodný framework na pokročilou poloautomatizovanou úpravu rastrových obrázků ve 2D i 3D prostoru. Je dostupný z příkazové řádky nebo jako grafický plugin do programu GIMP. Autorem programu je David Tschumperlé a kód je uvolněn pod licencí CeCILL kompatibilní s GNU GPL. Program obsahuje velkou spoustu nastavitelných filtrů a efektů pro práci s obrázky a další lze i vytvářet. Na stránkách projektu je k programu připravený tutorial.

## Galerie

Příklad úprav programem G'MIC
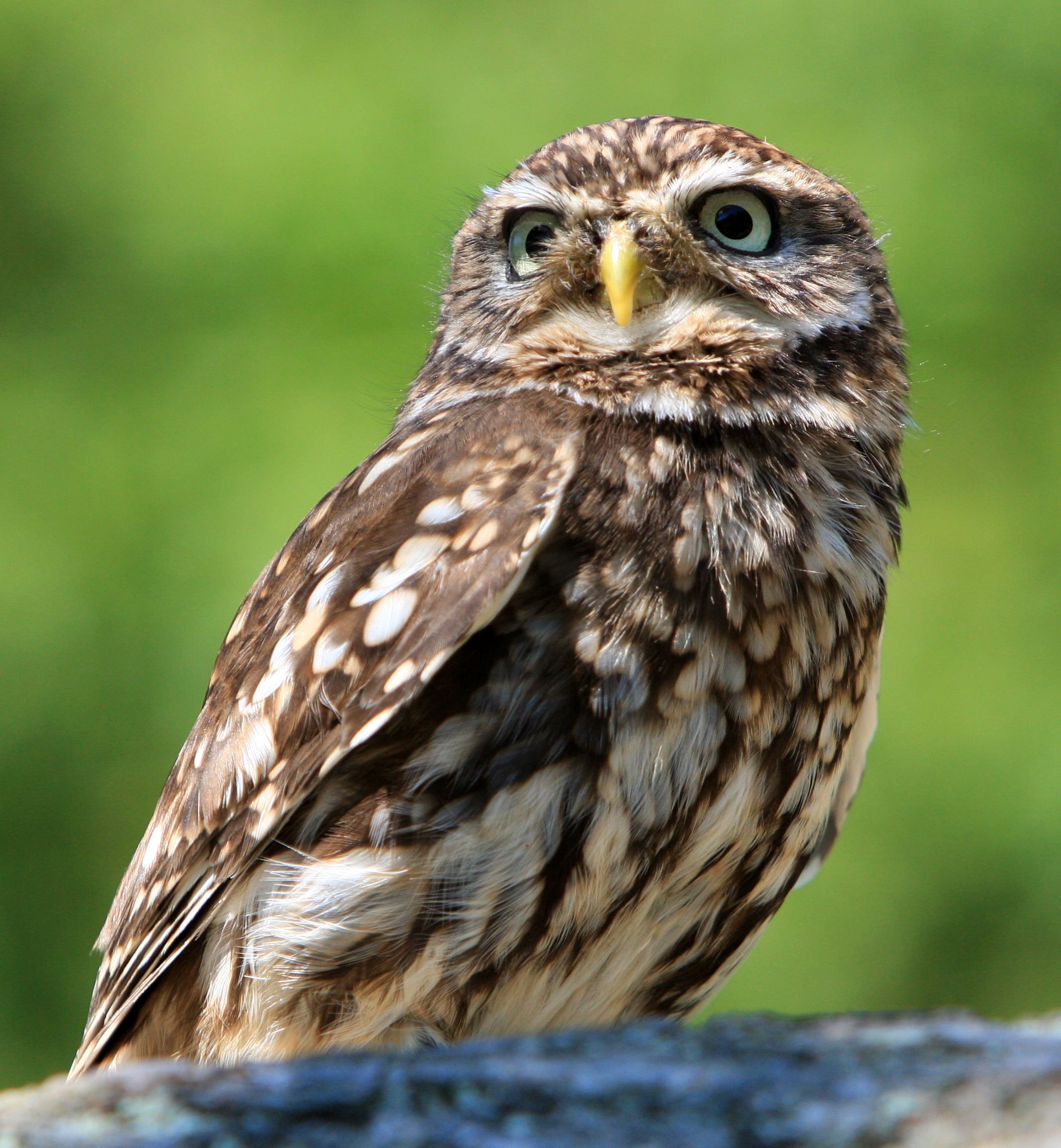
Originál ...
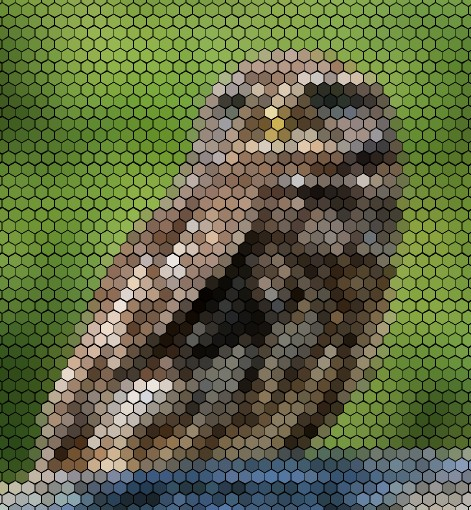
... v hexagonech, ...
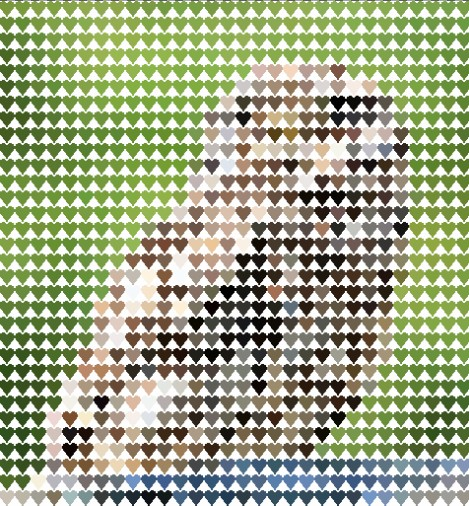
... v srdíčkách, ...
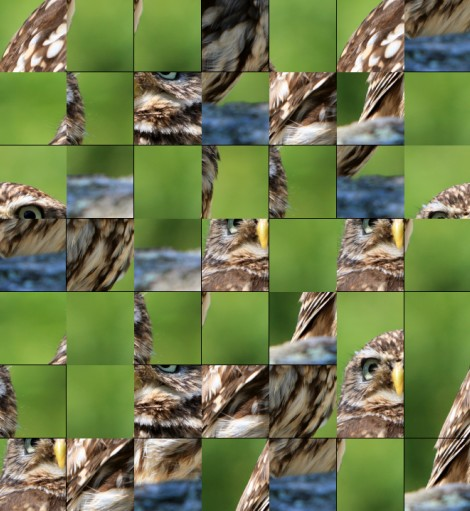
... rozdělený na náhodně přeházené čtverce.